# NGC 1975
NGC 1975 is een emissienevel in het sterrenbeeld Orion. Het hemelobject werd op 3 oktober 1864 ontdekt door de Duits-Deense astronoom Heinrich Louis d'Arrest.
Het maakt deel uit van de open sterrenhoop NGC 1977.

## Synoniemen
- CED 55C